# Tehut

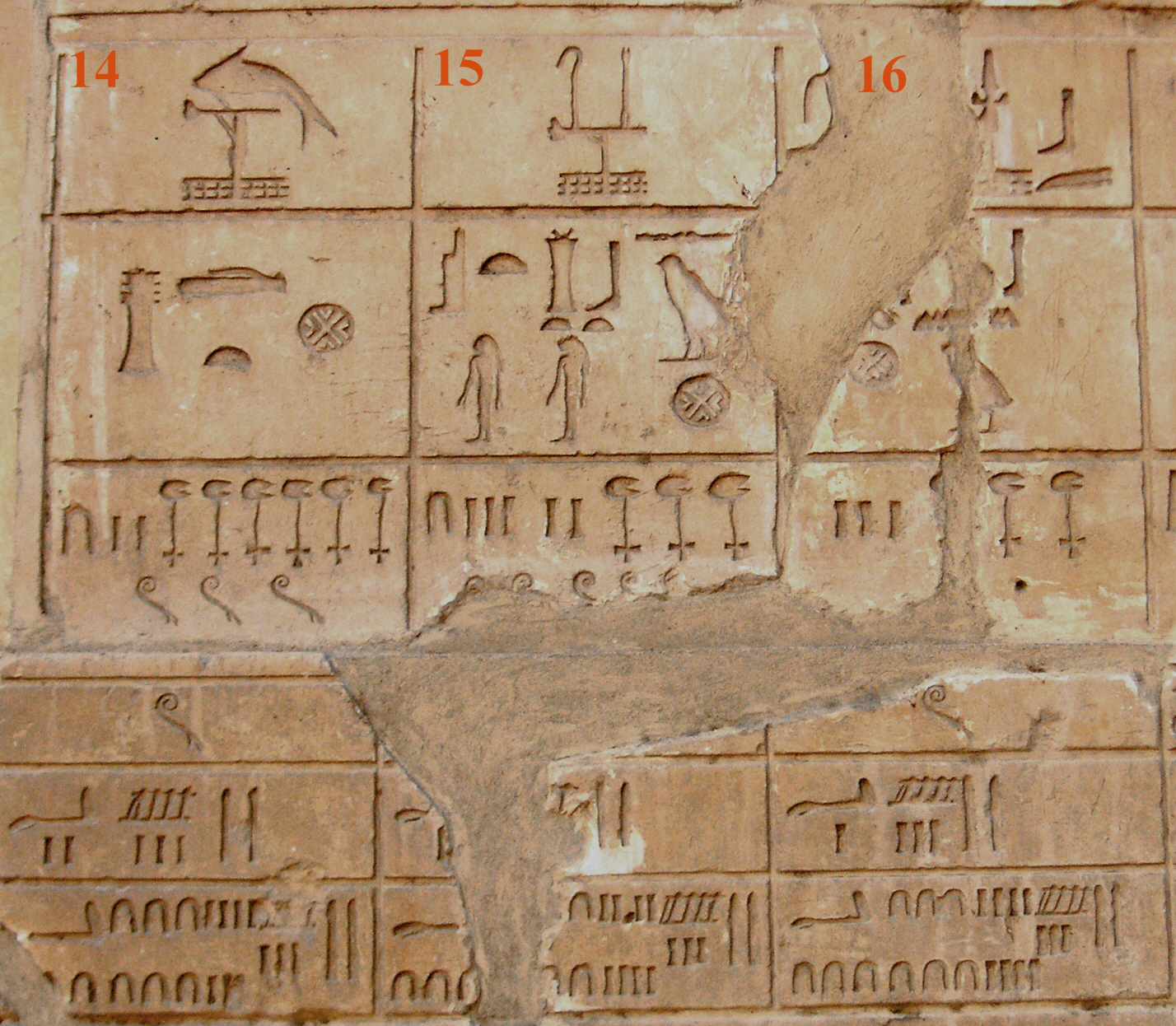
Tehut, län 15, på "Vita kapellets" vägg i Karnak.

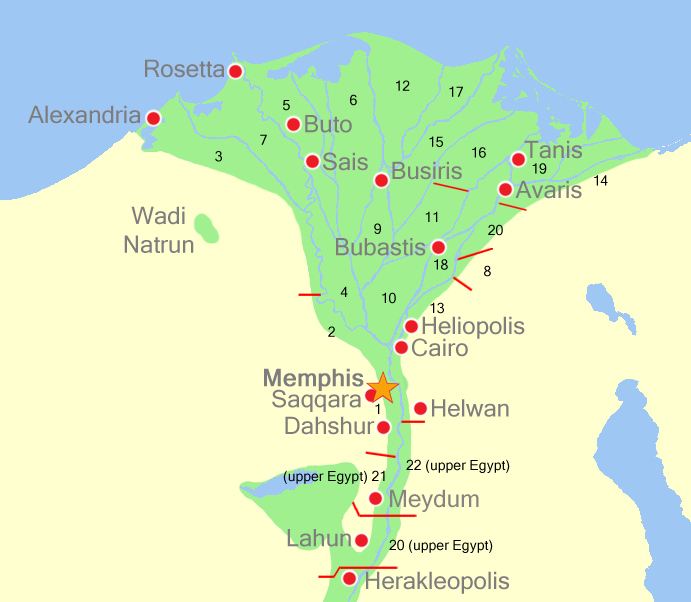
Lägeskarta över nomoi i Nedre Egypten.

Tehut ("Ibisen", även Djehuti) var ett av de 42 nomoi (länen) i Forntida Egypten.
| G29 · R12 · N24 |

Tehut med hieroglyfer

## Geografi
Tehut var ett av de 20 nomoi i Nedre Egypten och hade nummer 15.
Länets storlek går ej att utläsa, vanligen var länen cirka 30–40 km långa och ytan beroende på Nildalens bredd eller öknens början. Ytan räknades i cha-ta (1 cha-ta motsvarar 2,75 ha) och längden räknades i iteru (1 iteru motsvarar 10,5 km).
Niwt (huvudorten) var Ba'kh/Hermopolis Parva (dagens al-Baqliya) och den övriga större orten var Tjaru/Sile (dagens Tell Abu Sefeh).

## Historia
Varje län styrdes av en nomark som officiellt lydde direkt under faraon.
Varje Niwt hade ett Het net (tempel) tillägnad områdets skyddsgud och ett Heqa het (nomarkens residens).
Länets skyddsgud var Thot.
Idag ingår området i guvernementet ad-Daqahliyya.